# Schlacht an der Gnila Lipa
Kraśnik – Komarów – Złoczów – 
Gnila Lipa – Lemberg – Grodek –
Rawa Ruska
Die Schlacht an der Gnila Lipa fand vom 29. bis 30. August 1914 als Teil der Schlacht in Galizien am Beginn des Ersten Weltkriegs zwischen russischen und österreichisch-ungarischen Truppen statt. Diese Schlacht wird zumeist mit der Schlacht von Lemberg in direkten Zusammenhang gebracht. Während die k.u.k. 1. und 4. Armee in den Schlachten von Kraśnik und Komarów die russischen Truppen, die sie fälschlich in diesem Bereich für weit überlegen hielten, schlugen, versammelten die Russen ihre stärksten Kräfte gegenüber der k.u.k. 3. Armee. Diese auf etwa 40 Kilometer Front an verschiedenen Schauplätzen ausgetragene Schlacht wurde als Schlacht an der Gnila Lipa, benannt nach einem Nebenfluss des Dnister, zusammengefasst.
Infolge der Niederlage der k.u.k. 3. Armee (Rudolf von Brudermann) gegen zwei russische Armeen der Südwestfront (General der Artillerie Nikolai Iwanow) an der Gnila Lipa wurde am 2. September die Hauptstadt Galiziens, Lemberg, geräumt.

## Einleitungskämpfe im Raum Zloczow

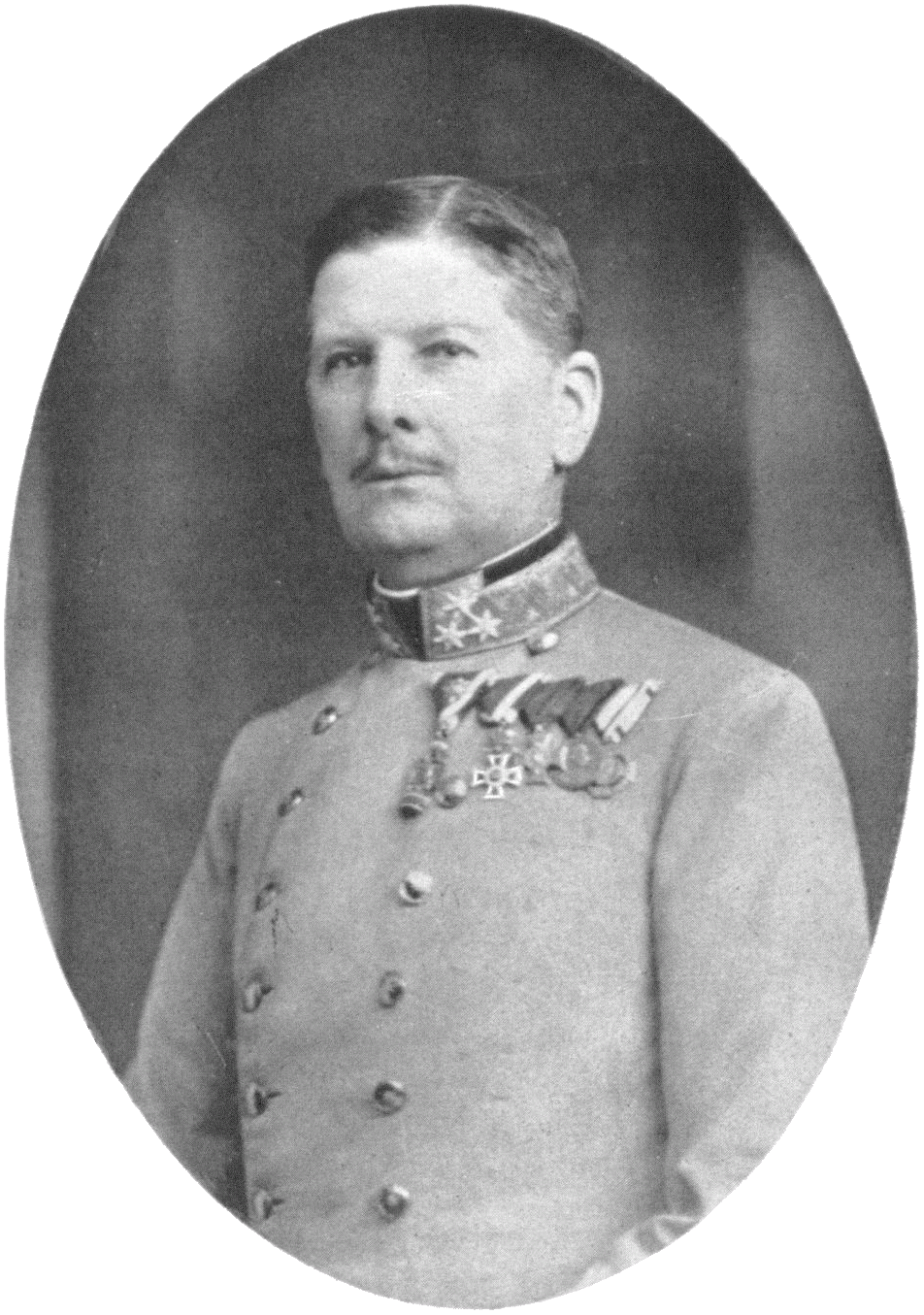
Rudolf von Brudermann, Oberbefehlshaber der k.u.k. 3. Armee

Ab 20. August hatte russische Kavallerie die östliche Landesgrenze Galiziens bei Zalosce überschritten. Bereits am 21. August war es bei Aufklärungskämpfen im Raum Zborów zwischen der österreichischen 4. Kavallerie-Division (Generalmajor Zaremba) und der russischen 9. und 10. Kavallerie-Division zur Reiterschlacht von Jaroslawice gekommen, welche den Anmarsch der russischen Infanterie ankündigte. Die russische 3. Armee bedrohte den Raum beiderseits Brody und die russische 8. Armee hatte den Grenzfluss Sbrutsch überschritten und besetzte Tarnopol und Butschatsch.
Am 25. August hatte sich die österreichisch-ungarische 3. Armee (General Brudermann) westlich der Linie Dunajow-Krasne zum Angriff nach Osten bereitgestellt, um die russische 3. Armee am weiteren Vormarsch zu hindern. Das III. und XII. Korps (zusammen acht Infanterie- und drei Kavalleriedivisionen) sollte versuchen, den Gegner an der Zlota Lipa, einem Zufluss des Dnister, aufzuhalten. Am 26. August trafen die Österreicher in der Schlacht bei Złoczów auf die Vorhuten des russischen XI., IX. und X. Armeekorps. Südlicher drang auch das VII. Armeekorps der russischen 8. Armee nach Nordwesten vor. Während das XI. Korps (General Kolossváry) noch im Raum Lemberg verblieb, ging das steirische III. Korps (General Colerus von Geldern) mit der 6., 22. und 28. Division im Raum Zloczow nach Osten vor. Die k.u.k. 6. Division unter FML Gelb von Siegesstern versuchte vergeblich von den Höhen bei Gologory auf das Dorf Zalesie (Zalissya) vorzugehen. Das k.u.k. XII. Korps unter General von Kövess sah sich im Raum Pomorzany von drei Seiten durch starke Übermacht bedroht. Die Österreicher mussten bis 27. August vor der Übermacht der russischen 3. Armee auf die Gnila Lipa zurückgehen. Im Raum westlich von Tarnopol wurden derweil auch die unterstützenden Verbände des rechten Flügels der Armeegruppe Kövess durch die russische 8. Armee bei Brzezany schwer geschlagen und konnten sich nur mit Mühe der Umfassung durch General Brussilow entziehen.

## Schlacht an der Gnila Lipa am 29. und 30. August

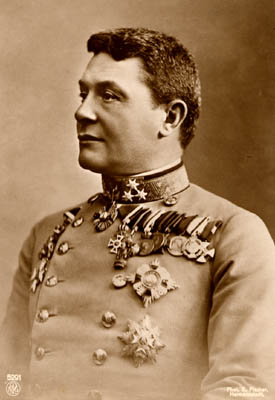
Hermann Kövess von Kövesshaza

Noch am 27. August gab der österreichische Generalstabschef Franz Conrad von Hötzendorf den Befehl, die neue Front an der Gnila Lipa, einem anderen Zufluss des Dnister, aufzubauen. Die langsame Bewegung der russischen Truppen gab den Österreichern Zeit, ihre Truppen in Stellung zu bringen. General Russki unterschätzte seinen eigenen Erfolg, er ließ seine Einheiten aufgrund der schlechten Straßenverhältnisse zwei Tage anhalten und gruppierte seine Verbände neu, anstatt den rechten Flügel der österreichisch-ungarischen Front zu verfolgen und völlig zu zerschlagen.
Conrad wollte die Initiative unbedingt zurückgewinnen und ließ am 29. und 30. August erneut angreifen – mit katastrophalen Folgen, denn die jetzt vollständig versammelten Kräfte der russischen 3. und 8. Armee waren nun schon auf 292 Bataillone mit 1.304 Geschützen angewachsen.
Die gegnerischen Armeen trafen am 29. August nochmals aufeinander, die 115 österreichischen Bataillone mit 376 Geschützen waren wieder weit unterlegen. Am nördlichen Flügel stieß das russische XI. Armeekorps (General der Kavallerie Sacharow)   bei Gliniany gegenüber dem k.u.k. III. Korps selbst nach Westen in Richtung auf Lemberg vor. General der Infanterie von Colerus musste den linken Flügel der 28. Division auf Kurowice zurückziehen. Nach Norden hin war der Raum bis zum Bug praktisch ohne Verteidigung, hier stieß das russische XXI. Armeekorps (General der Infanterie Schkinski) ungehindert auf Lemberg vor. Die südlicher stehende k.u.k. 6. Division wurde bei Lahotow über die Gnila Lipa zurückgeworfen. Die k.u.k. 22. Schützendivision sah sich vom russischen IX. Armeekorps (General der Infanterie Tscherbatschew) bei Przemyslany heftig angegriffen und musste mit der 108. Landsturm-Brigade verstärkt werden.
Auch das im Zentrum haltende k.u.k. XII. Korps (Kövess) konnte dem Angriff des X. (General der Kavallerie Sievers) und VII. Armeekorps (General der Infanterie Eck) der russischen 8. Armee zwischen Meryszczow und Podkamien nicht standhalten. Am Südflügel konnte die Front an der Gnila Lipa durch das Eingreifen der 2. Armee mit dem k.u.k. VII. Korps (vorerst nur 34. Division unter FML Krautwald) zwischen Rohatyn und Babuchow gehalten werden. Noch weiter südlich begnügte sich das russische XXIV. Armeekorps (General der Kavallerie Tschurikow) mit der Beobachtung der österreichischen Dnjestr-Brückenköpfe bei Halicz und Nizniow. Nachdem die Front der k.u.k. 35. Division (XII. Korps) bei Merysczow zusammengebrochen war, geriet die gesamte Front an der Gnila Lipa ins Wanken. Vergeblich versuchte General von Kövess am Swirz-Abschnitt für die zurückflutenden Verbände eine Auffanglinie zu errichten, die Armee Brussilows hatte die Schlacht gewonnen. Abgesehen von den zahlreichen Gefallenen und Verwundeten gerieten allein 20.000 österreichisch-ungarische Soldaten in russische Gefangenschaft.

## Folgen
Nach dem fluchtartigen Rückzug der k.u.k. 3. Armee von der Gnila Lipa war die russische 3. Armee am 30. August mit über 100.000 Mann (XXI, XI., IX. und X. Korps) aus dem Raum Zloczow über Gliniany nach Westen auf die Hauptstadt Galiziens durchgebrochen. Die Schlacht veränderte die Kriegslage nachhaltig zugunsten der Russen, Lemberg ging am 2. September verloren. Durch eine weitere schwere Niederlage in der Schlacht bei Rawa Ruska waren die Österreicher, welche enorme Verluste hatten, zum Rückzug auf die San-Linie gezwungen.  Um den Vormarsch der russischen Truppen zu behindern, griff das k.u.k Militär dabei zur Strategie der verbrannten Erde, vernichtete auf ihrem Rückzug systematisch ganze Dörfer und vertrieb deren Bevölkerung, was eine enorme Flüchtlingswelle zur Folge hatte.